# Sulín
Sulín es un municipio del distrito de Stará Ľubovňa en la región de Prešov, Eslovaquia, con una población estimada a final del año 2024 de 292 habitantes.
Se encuentra ubicado al noroeste de la región, cerca del río Poprad (cuenca hidrográfica del río Vístula) y de la frontera con  Polonia.

## Demografía
| Año        | 1994 | 2004 | 2014     | 2024     |
| ---------- | ---- | ---- | -------- | -------- |
| Población  | 450  | 414  | 345      | 292      |
| Diferencia |      | −8 % | −16,66 % | −15,36 % |

| Año        | 2023 | 2024    |
| ---------- | ---- | ------- |
| Población  | 301  | 292     |
| Diferencia |      | −2,99 % |